# Denise Vernac
Denise Vernac (* 13. Juni 1916 in Les Pavillons-sous-Bois als Denise Yvonne Eveillard; † 31. Oktober 1984 in Paris) war eine französische Schauspielerin.

## Leben und Wirken
Denise Vernac, die zunächst als Journalistin arbeitete, lernte während der Dreharbeiten von Marthe Richard au service de la France im Jahre 1937 den Regisseur und Filmschauspieler Erich von Stroheim kennen. Seit 1938 für ihn als Sekretärin und Assistentin tätig, war sie ab 1945 auch dessen Lebensgefährtin. Ende der 1930er Jahre wechselte sie zur Schauspielerei. 1939 trat sie neben von Stroheim erstmals in einem Spielfilm auf, hatte aber, im Gegensatz zu diesem, nur eine kleine Rolle inne. In der Folgezeit wirkte sie an der Seite ihres Lebensgefährten in weiteren Spielfilmen mit und übernahm schließlich auch größere Parts. 1952 ging sie mit von Stroheim nach Deutschland, wo sie unter der Regie von Arthur Maria Rabenalt den Film Alraune drehte. Dort verkörperte sie die französische Gouvernante von Hildegard Knef, die in der Titelrolle zu sehen war. Nach dem Tod ihres Mannes im Jahre 1957 arbeitete Vernac auch weiterhin als Schauspielerin und filmte mit Regiegrößen wie Yves Allégret und Marcel Carné. Nach einer längeren Pause beendete sie mit dem Film Heiße Nächte 1966 ihre Filmkarriere.

## Filmografie
- 1939: Rappel immédiat
- 1939: Das Schloß der Liebe
- 1940: Paris - New York
- 1946: The Mask of Diijon
- 1946: On ne meurt pas comme ça
- 1948: La danse de mort
- 1949: Rote Signale
- 1952: Alraune
- 1952: Orient-Express (Fernsehserie), 1 Folge
- 1953: L'envers du paradis
- 1955: La madone des sleepings
- 1958: Montparnasse 19
- 1959: Die sich selbst betrügen
- 1959: Dem Teufel verschrieben
- 1960: Préméditation
- 1960: Im Banne der Ekstase
- 1960: Gefährliches Pflaster
- 1966: Heiße Nächte